# NGC 6898
NGC 6898 ist eine Spiralgalaxie mit ausgedehnten Sternentstehungsgebieten vom Hubble-Typ Sa im Sternbild Steinbock auf der Ekliptik. Sie ist schätzungsweise 262 Millionen Lichtjahre von der Milchstraße entfernt und hat einen Durchmesser von etwa 95.000 Lichtjahren. Wahrscheinlich bildet sie mit NGC 6897 ein gravitativ gebundenes Paar.
Das Objekt wurde am 28. Juni 1863 von Albert Marth entdeckt.